# Mírová smlouva z Vervins

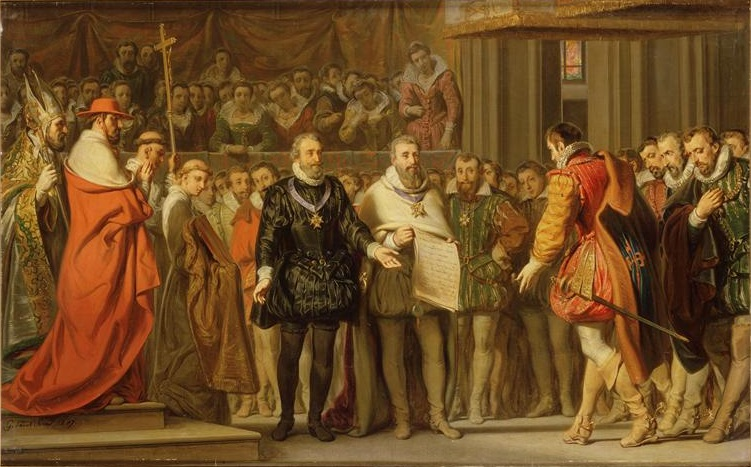
Gillot Saint-Evre: Podpis mírové smlouvy z Vervins, 1837

Mírová smlouva z Vervins byla uzavřena mezi zástupci Jindřicha IV. Francouzského a Filipa II. Španělského pod záštitou papežských legátů Klementa VIII. dne 2. května 1598 ve Vervins v Pikardii. Francie vyhlásila válku Španělsku v roce 1595 a po vítězství u Amiens v roce 1597 podepsal 13. dubna následujícího roku Jindřich IV. Nantský edikt. Edikt sice ukončil náboženské války ve Francii, které se nicméně postupně rozšířily do celoevropského konfliktu.

## Obsah
Jednající diplomaté byli hosty Guillemetty de Coucy, spoluzakladatelky městečka Vervins, na jejím zámku Châteauneuf de Vervins. Podmínky byly vypracovány pod záštitou papežského legáta Klementa VIII. Alexandra Medicejského. Během jednání uznal Filip II. Jindřicha IV., bývalého protestanta, jako krále Francie a stáhl své síly z francouzského území. Tím oslabil zbytky už tak slabé katolické ligy. Součástí dohody bylo navrácení Francii životně důležitého města Calais a pobřežní pevnosti Risban, která byla okupována Španělskem od roku 1596.

## Důsledky
Filip II. umřel 13. září, ale jeho nástupce Filip III. podmínky smlouvy respektoval. Vévoda Karel Emanuel I. Savojský, který se smlouvou nesouhlasil a nepodepsal ji, byl poražen Jindřichem IV. v roce 1599. Nakonec 17. ledna 1601 podepsal v Lyonu vévoda Karel Emanuel s Jindřichem IV. separátní smlouvu.
Někteří historici to viděli jako finální porážku Filipa II., který z dynastických důvodů prosazoval ultra katolické principy a také jako znamení dlouhého pádu habsburského Španělska a postupného nárůstu evropské hegemonie Francie během následujícího období nazývaného Grand Siècle – Velké století. Toto období francouzské historie bylo pozoruhodné vývojem umění a literatury, stavbou Versaillského paláce a dopady třicetileté války.